# Natacha Lubtchansky
Pour les articles homonymes, voir Lubtchansky.
Natacha Lubtchansky, est une archéologue et historienne de l'art française, professeur à l'université François-Rabelais de Tours, spécialiste de la culture étrusque.
Sa thèse de doctorat, soutenue à l'université Paris-Nanterre en 1997, a eu comme sujet : Jeunesses cavalières et cavaleries aristocratiques : le cavalier et son image en Étrurie et en Grande Grèce à l'époque archaïque.

## Biographie
Natacha Lubtchansky est la fille du directeur de la photographie William Lubtchansky et de la monteuse Nicole Lubtchansky.Sa sœur est la directrice de la photographie Irina Lubtchansky). Agrégée de grammaire en 1991 et diplômée de l'École du Louvre, elle est membre de 1995 à 1998 de l'École française de Rome. Elle est élue maître de conférences en histoire de l'art et archéologie à l'université François-Rabelais de Tours en 1998, puis professeur.

## Publications

### Ouvrages
- Le cavalier tyrrhénien : représentations équestres dans l'Italie archaïque, École française de Rome, Befar, 2005
- Divines ou mortelles ? : les femmes de la tombe du Baron à Tarquinia,  Collection de l'École française de Rome, 2006  (ISSN 0223-5099)
- Image et religion dans l'Antiquité gréco-romaine, avec Sylvia Estienne, Dominique Jaillard, 2008, Éd. Centre Jean Bérard, coll. « Centre Jean Bérard »  (ISBN 978-2-903189-95-2)

### Articles
- « Le Pêcheur et la métis. Pêche et statut social en Italie centrale à l'époque archaïque» in  MEFRA no 110, 1998, p. 111-146
- « La technique du dessin au trait dans les productions étrusco-italiques », p. 305-308 in Céramique et peinture grecques. Mode d'emploi, Rencontres de l'École du Louvre, Paris, 1999.
- « ICAR: An Internet Database of Figured - Scenes in Pre-Roman Italy » in Etruscan Studies, vol. 9, 2002, article 23
- « Chiusi étrusque et son territoire : archéologie et historiographie », Perspective, 2 | 2010, 241-248 [mis en ligne le 13 août 2013, consulté le 31 janvier 2022. URL : http://journals.openedition.org/perspective/1101 ; DOI : https://doi.org/10.4000/perspective.1101].
- « L’Eau dans la représentation des Enfers étrusques » in (sous la direction de Anne-Marie Guimier-Sorbets) L’eau. Enjeux, usages et représentations, De Bocard, Paris 2008.
- avec Claude Pouzadoux, « Le Vieil Homme, une figure exemplaire dans la célébration des morts » in Autour des morts: mémoire et identité : actes du Ve colloque international  sur la sociabilité, Rouen, 1998
- « La valse tragique des cavaliers sybarites selon Aristote » in AION (archeol), XV, 1993, p. 31-57
- « Le maître du dessin au trait. L'amphore aux cavaliers victorieux du Musée Grégorien étrusque» in Bollettino, Monumenti Musei e Gallerie Pontificie, XVI, 1996, p. 5-41
- « La tombe du Pêcheur (tombe n° 1187) de la nécropole de San Montano », appendice à L. Cerchiai, I vivi e i morti : i casi di Pitecusa e di Poseidonia, dans Confini e frontiera nella grecia d'occidente : Atti del 37 Convegno di Studi sulla Magna Grecia (Taranto 3-6 ottobre 1997), Tarente, 1999, p. 657-683, 680-683
- « Les frères Labrouste et la découverte de la peinture étrusque » in Journées d'études étruscologiques à la mémoire de Jacques Heurgon et Raymond Bloch ENS, 11-12 mars 1999